# Сцена в ковачницата (филм, 1893)
„Сцена в ковачницата“ (на английски: Blacksmith Scene) е американски късометражен документален ням филм на изобретателя и режисьор Уилян Кенеди Диксън от 1893 година. Премиерата му се състои на 9 май същата година, а във Великобритания е показан пред публика на 17 октомври 1894 година. През 1995 година е включен в „Националния филмов регистър на библиотеката на конгреса на САЩ“.

## Сюжет
Кинолентата проследява един момент от ежедневната работа на ковачите. Майсторът-ковач почуква с чукче, показвайки къде точно трябва да бъде обработен суровия материал и го предава на помощниците си, които обработват указаните места с помощта на големи чукове. След това майсторът поставя заготовката в пещта. Един от помощниците взима бутилка с бира, стояща зад гърба му и отпивайки я предава на колегите си. Те пият последователно и връщат бутилката на първия мъж, който отпивайки повторно я връща на мястото и. Майсторът поставя нагорещения материал на наковалнята и те продължават обработката.

## В ролите
- Чарлз Кайзер
- Джон Отт

## Продукция
Снимките на филма протичат през април и май 1893 година в новосъздаденото от Томас Едисън студио Блек Мария в близост до лабораториите на изобретателя в Ню Джърси. Заснет е с кинетограф и се смята за първата кинолента, представена пред публика с помощта на кинетоскоп.